# Список 25 лидеров плей-офф НБА по штрафным броскам за всю историю лиги
Этот список содержит 25 игроков, совершивших наибольшее количество точных попаданий с линии штрафных бросков в играх плей-офф Национальной баскетбольной ассоциации за карьеру. Полный же список лидеров в данной номинации опубликован на сайте basketball-reference.com.
Количество попаданий с линии штрафного броска, набранных в играх регулярных чемпионатов за карьеру, указывает на эффективность баскетболиста при игре в атаке, а также на пользу, которую он приносит своей команде. Штрафной бросок придумал Джеймс Нейсмит одновременно с другими правилами игры в 1891 году. Первоначально расстояние от корзины до штрафной линии равнялось примерно шести метрам, однако уже в 1895 году его сократили до привычных 4,6 метра. Лишь один баскетболист в настоящее время реализовал более 1500 бросков со штрафной линии, четыре человека превзошли отметку в 1250 штрафных бросков и двенадцать игроков имеют в своём активе больше 1000 попаданий с линии.
Единственным баскетболистом, преодолевшим отметку в 1500 штрафных бросков, является Леброн Джеймс, достигший этого результата в плей-офф 2018 года, выйдя на первое место по данному статистическому показателю в последней встрече финальной серии 2017 года. Форвард «Лос-Анджелес Лейкерс» до сих пор продолжает свою профессиональную карьеру, реализовав после окончания плей-офф 2025 года 1867 бросков с линии.
Первым игроком, преодолевшим планку в 1250 штрафных бросков, является Майкл Джордан, который добился этого результата в плей-офф 1997 года, после чего завершил карьеру по окончании следующего плей-офф, реализовав в общей сложности 1463 броска с линии, а спустя три года возобновив её в 2001 году в плей-офф уже не играл. В плей-офф 2004 года этот рубеж преодолел Карл Мэлоун, а по его окончании повесил бутсы на гвоздь, реализовав в итоге 1269 штрафных. В плей-офф 2012 года это достижение повторил Коби Брайант, завершивший свою спортивную карьеру спустя четыре года, реализовав в конечном итоге 1320 штрафных бросков.
Лидером же по проценту реализации штрафных бросков в настоящее время является отыгравший 9 из 12 сезонов своей карьеры за команду «Кливленд Кавальерс» Марк Прайс, по окончании которой имеет в своём активе результат в 94,4 % бросков с линии. Второе место по данному показателю занимает выступавший всю свою профессиональную карьеру за команду «Хьюстон Рокетс» Кэлвин Мерфи, который по итогам своих выступлений в лиге реализовал 93,2 % штрафных бросков. На третьем месте идёт пятикратный чемпион НБА, четырежды в качестве игрока и один в бытность тренером, Билл Шерман, показатель которого составляет 91,1 % бросков с линии.
В данный список входят всего три действующих баскетболиста, самым результативным из них является Леброн Джеймс, лидирующий в этой номинации.

## Легенда к списку
| Поз.    | Ц         | ЛФ             | ТФ              | РЗ                       | АЗ                 | ГР             | Прим.        |
| Позиция | Центровой | Лёгкий форвард | Тяжёлый форвард | Разыгры- вающий защитник | Атакующий защитник | Год рожде- ния | Приме- чания |

| ^ | Отмечены игроки, выступающие в НБА по сей день                          |
| * | Избраны в Зал славы баскетбола                                          |
|   | Недавно закончил карьеру, но пока не избран в Зал славы                 |
|   | Закончил карьеру более 10 лет назад, но так и не был избран в Зал славы |

## Список
По состоянию на 23 июня 2025 года (на момент окончания плей-офф 2025 года, следующий плей-офф стартует в апреле 2026 года)
| Место | Игрок                | Фото | Поз.   | ГР          | Клубы (годы) | Штрафные попадания | Штраф. броски | Процент попаданий | Зал славы | Прим.         |
| ----- | -------------------- | ---- | ------ | ----------- | --- | ------------------ | ------------- | ----------------- | --------- | ------------- |
| 1     | Леброн Джеймс^       |      | ЛФ/ ТФ | 1984        | Кливленд Кавальерс (2006—2010, 2015—2018) Майами Хит (2011—2014) Лос-Анджелес Лейкерс (2020—2021, 2023—2025)                                          | 1867               | 2519          | 74,1              | —         | [ 5 ] [ 6 ]   |
| 2     | Майкл Джордан*       |      | АЗ     | 1963        | Чикаго Буллз (1985—1993, 1995—1998) | 1463               | 1766          | 82,8              | 2009      | [ 8 ] [ 9 ]   |
| 3     | Коби Брайант*        |      | АЗ     | 1978 — 2020 | Лос-Анджелес Лейкерс (1997—2004, 2006—2012) | 1320               | 1617          | 81,6              | 2020      | [ 10 ] [ 11 ] |
| 4     | Карл Мэлоун*         |      | ТФ     | 1963        | Юта Джаз (1986—2003) Лос-Анджелес Лейкерс (2004) | 1269               | 1725          | 73,6              | 2010      | [ 12 ] [ 13 ] |
| 5     | Кевин Дюрант^        |      | ЛФ/ АЗ | 1988        | Оклахома-Сити Тандер (2010—2014, 2016) Голден Стэйт Уорриорз (2017—2019) Бруклин Нетс (2021—2022) Финикс Санз (2023—2024)                             | 1251               | 1441          | 86,8              | —         | [ 14 ] [ 15 ] |
| 6     | Тим Данкан*          |      | ТФ/ Ц  | 1976        | Сан-Антонио Спёрс (1998—1999, 2001—2016) | 1217               | 1766          | 68,9              | 2020      | [ 16 ] [ 17 ] |
| 7     | Джерри Уэст*         |      | РЗ/ АЗ | 1938        | Лос-Анджелес Лейкерс (1961—1970, 1972—1974) | 1213               | 1506          | 80,5              | 1980      | [ 18 ] [ 19 ] |
| 8     | Шакил О’Нил*         |      | Ц      | 1972        | Орландо Мэджик (1994—1996) Лос-Анджелес Лейкерс (1997—2004) Майами Хит (2005—2007) Финикс Санз (2008) Кливленд Кавальерс (2010) Бостон Селтикс (2011) | 1168               | 2317          | 50,4              | 2016      | [ 20 ] [ 21 ] |
| 9     | Джеймс Харден^       |      | АЗ     | 1989        | Оклахома-Сити Тандер (2010—2012) Хьюстон Рокетс (2013—2020) Бруклин Нетс (2021) Филадельфия-76 (2022—2023) Лос-Анджелес Клипперс (2024—2025)          | 1115               | 1283          | 86,9              | —         | [ 22 ] [ 23 ] |
| 10    | Дирк Новицки*        |      | ТФ     | 1978        | Даллас Маверикс (2001—2012, 2014—2016) | 1074               | 1204          | 89,2              | 2023      | [ 24 ] [ 25 ] |
| 11    | Мэджик Джонсон*      |      | РЗ/ АЗ | 1959        | Лос-Анджелес Лейкерс (1980—1991, 1996) | 1068               | 1274          | 83,8              | 2002      | [ 26 ] [ 27 ] |
| 12    | Карим Абдул-Джаббар* |      | Ц      | 1947        | Милуоки Бакс (1970—1974) Лос-Анджелес Лейкерс (1977—1989)                                                                                             | 1050               | 1419          | 74,0              | 1995      | [ 29 ] [ 30 ] |
| 13    | Дуэйн Уэйд*          |      | АЗ/ РЗ | 1982        | Майами Хит (2004—2007, 2009—2014, 2016, 2018) Чикаго Буллз (2017)                                                                                     | 951                | 1220          | 78,0              | 2023      | [ 31 ] [ 32 ] |
| 14    | Ларри Бёрд*          |      | ЛФ/ ТФ | 1956        | Бостон Селтикс (1980—1988, 1990—1992) | 901                | 1012          | 89,0              | 1998      | [ 33 ] [ 34 ] |
| 15    | Джон Хавличек*       |      | ЛФ/ АЗ | 1940 — 2019 | Бостон Селтикс (1963—1969, 1972—1977) | 874                | 1046          | 83,6              | 1984      | [ 35 ] [ 36 ] |
| 16    | Пол Пирс*            |      | ЛФ     | 1977        | Бостон Селтикс (2002—2005, 2008—2013) Бруклин Нетс (2014) Вашингтон Уизардс (2015) Лос-Анджелес Клипперс (2016—2017)                                  | 860                | 1036          | 83,0              | 2021      | [ 37 ] [ 38 ] |
| 17    | Элджин Бэйлор*       |      | ЛФ     | 1934 — 2021 | Миннеаполис/ Лос-Анджелес Лейкерс (1959—1970) | 847                | 1101          | 76,9              | 1977      | [ 39 ] [ 40 ] |
| 18    | Ману Джинобили*      |      | АЗ     | 1977        | Сан-Антонио Спёрс (2003—2008, 2010—2018) | 818                | 1001          | 81,7              | 2022      | [ 41 ] [ 42 ] |
| 19    | Чонси Биллапс*       |      | РЗ/ АЗ | 1976        | Миннесота Тимбервулвз (2001—2002) Детройт Пистонс (2003—2008) Денвер Наггетс (2009—2010) Нью-Йорк Никс (2011) Лос-Анджелес Клипперс (2013)            | 785                | 892           | 88,0              | 2024      | [ 43 ] [ 44 ] |
| 20    | Скотти Пиппен*       |      | ЛФ     | 1965        | Чикаго Буллз (1988—1998) Хьюстон Рокетс (1999) Портленд Трэйл Блэйзерс (2000—2003)                                                                    | 772                | 1067          | 72,4              | 2010      | [ 45 ] [ 46 ] |
| 21    | Реджи Миллер*        |      | АЗ     | 1965        | Индиана Пэйсерс (1990—1996, 1998—2005) | 770                | 862           | 89,3              | 2012      | [ 47 ] [ 48 ] |
| 22    | Кевин Макхейл*       |      | ТФ     | 1957        | Бостон Селтикс (1981—1993) | 766                | 972           | 78,8              | 1999      | [ 49 ] [ 50 ] |
| 23    | Уилт Чемберлен*      |      | Ц      | 1936 — 1999 | Филадельфия/ Сан-Франциско Уорриорз (1960—1962, 1964) Филадельфия-76 (1965—1968) Лос-Анджелес Лейкерс (1969—1973)                                     | 757                | 1627          | 46,5              | 1979      | [ 51 ] [ 52 ] |
| 24    | Деннис Джонсон*      |      | РЗ/ АЗ | 1954 — 2007 | Сиэтл Суперсоникс (1978—1980) Финикс Санз (1981—1983) Бостон Селтикс (1984—1990)                                                                      | 756                | 943           | 80,2              | 2010      | [ 53 ] [ 54 ] |
| 25    | Чарльз Баркли*       |      | ТФ     | 1963        | Филадельфия-76 (1985—1987, 1989—1991) Финикс Санз (1993—1996) Хьюстон Рокетс (1997—1999)                                                              | 751                | 1048          | 71,7              | 2006      | [ 55 ] [ 56 ] |

## Комментарии
1. ↑  Игроки НБА включаются в Зал славы баскетбола не ранее, чем через 5 полных лет после окончания карьеры[3], а с 2016 года этот период был сокращён до четырёх лет[4].
2. ↑  Это список НБА и в него не входят сезоны, проведённые игроками в других лигах, таких как АБА и прочих.
3. ↑  Процент количества штрафных попаданий округляется до десятых долей процента.
4. ↑  Сменил имя 1 мая 1971 года после первой победы в НБА и принятия ислама, имя при рождении Фердинанд Льюис Алсиндор-младший или просто Льюис Алсиндор. Его новое имя, Карим Абдул-Джаббар, означает: «щедрый, слуга всесильного» (Аллаха)[28].